# Marwin Hitz
Marwin Hitz, född 18 september 1987, är en schweizisk fotbollsspelare (målvakt) som spelar för FC Basel.

## Klubbkarriär
Den 1 juli 2018 gick Hitz på fri transfer till Borussia Dortmund, där han skrev på ett treårskontrakt.

## Landslagskarriär
Hitz debuterade för Schweiz den 10 juni 2015 i en 3–0-vinst över Liechtenstein.
Han blev uttagen i Schweiz trupp till Europamästerskapet 2016, men blev utan speltid.

## Privatliv
Hitz har tre barn tillsammans med sin fru Patricia.

## Meriter
Borussia Dortmund
- DFB-Pokal: 2020–21[5]
- DFL-Supercup: 2019[6]